# Vital Borkelmans
Vital Philomene Borkelmans (Maaseik, Bélgica, 1 de junio de 1963) es un exfutbolista belga que se desempeñó como defensa en diversos clubes de Bélgica. 

## Clubes

### Como jugador
| Club                         | País    | Año         |
| ---------------------------- | ------- | ----------- |
| K. Patro Eisden Maasmechelen | Bélgica | 1979 - 1986 |
| KSV Waregem                  | Bélgica | 1986 - 1989 |
| Club Brujas                  | Bélgica | 1989 - 2000 |
| KAA Gent                     | Bélgica | 2000 - 2002 |
| Cercle Brugge                | Bélgica | 2002 - 2004 |
| K.F.C. Evergem-Center        | Bélgica | 2004 - 2005 |

### Como entrenador
| Club                  | País     | Año         |
| --------------------- | -------- | ----------- |
| K.F.C. Evergem-Center | Bélgica  | 2005 - 2006 |
| DC Blankenberge       | Bélgica  | 2007        |
| FCV Dender EH         | Bélgica  | 2010 - 2012 |
| Selección Nacional    | Jordania | 2018 - 2021 |

## Selección nacional
Fue miembro de la selección de fútbol de Bélgica, con la cual jugó 22 partidos internacionales y no anotó goles. Participó con su selección de dos Copas Mundiales: la de Estados Unidos en 1994 y la de Francia en 1998.